# Kazuto Seki
Kazuto Seki, född den 11 september 1975 i Shizuoka i Japan, är en japansk seglare.
Han tog OS-brons i 470 i samband med de olympiska seglingstävlingarna 2004 i Aten.